# Speden Bench
Die Speden Bench ist eine 45 m hoch liegende Ebene auf White Island im antarktischen Ross-Archipel. Sie liegt 1,5 km südlich des Kap Spencer-Smith, des nördlichen Ausläufers der Insel. Sie besteht aus den nordwestlichsten moränenbedeckten Vorsprüngen aus Vulkangestein der Insel, zu denen Konglomerate aus Tuff und Kammmuscheln hinzukommen, wie sie auch am Scallop Hill auf Black Island zu finden sind.
Das Advisory Committee on Antarctic Names benannte die Ebene 1999 nach Ian Gordon Speden (* 1934) vom New Zealand Geological Survey, der hier gemeinsam mit Alan Copland Beck am 22. Dezember 1958 Fossilienvorkommen entdeckt hatte.